# Francisco Vial Freire
Francisco Vial Freire (Santiago, 7 de febrero de 1899 - Los Ángeles, fundo El Huertón, 21 de abril de 1982), fue un agricultor y político chileno.

## Primeros años de vida
Fue hijo del ex parlamentario Daniel Vial Carvallo y de Carolina Freire Valdés, a través, de su madre, era bisnieto del general y expresidente de la república Ramón Freire Serrano. Estudió en el Colegio de los Sagrados Corazones de Santiago y en la Escuela Militar, retirándose en 2 de mayo de 1922, con el grado de teniente primero.
Contrajo matrimonio en Los Ángeles, el 27 de diciembre de 1924, con Mary Bunster Gómez, tuvieron dos hijos.

## Vida pública
Se dedicó a la agricultura, utilizando el fundo “La Perla” en Los Ángeles, de la sucesión de Luis M. Bunster, y el fundo “El Huertón” en la misma localidad, este último concentrado en la producción de manzanas.
Militó en el Partido Conservador; fue secretario del partido en la ciudad de Los Ángeles. Además, integró el Partido Conservador Tradicionalista.
Fue regidor de la Municipalidad de Los Ángeles, en los periodos de 1944 a 1947, y de 1950 a 1953, y alcalde desde 1944 a 1945.
Fue elegido Diputado por la 19.ª Agrupación Departamental de Laja, Mulchén y Nacimiento entre 1953 y 1957. Integró la comisión de Asistencia Médico-Social e Higiene.
Presidente de la Sociedad Agrícola de Bío Bío y de la Cooperativa Lechera de Los Ángeles. Miembro de la Sociedad Nacional de Agricultura. Socio del Club de la Unión, Club Hípico y Santiago Polo Club.